# Стюарт Саткліфф
Стю́арт Са́ткліфф (23 червня 1940, Единбург, Шотландія — 10 квітня 1962, Гамбург, ФРН) — британський художник, бас-гітарист гурту «The Beatles» (січень 1960 — червень 1961), відомий також як «п'ятий бітл». Створював картини, подібні за стилем до абстрактного експресіонізму.

## Біографія
Стюарт Саткліфф народився в Единбурзі 23 червня 1940 року в сім'ї матроса Чарльза Саткліффа та вчительки Марти Саткліфф, яка також була активним членом Лейбористської партії Великої Британії. У 1946–1950 роках відвідував початкову школу в Гайтоні (Parkview Primary School), після її закінчення шість років навчався у Прескотській класичній середній школі у Гайтоні. Під час навчання у Ліверпульському художньому коледжі у 1957 році познайомився з Джоном Ленноном, наприкінці 1959 року почав активно займатися живописом, щоб запропонувати свої картини на престижному бієнале виставки Джона Мура, яка проходила у галереї мистецтв Вокера (Walker Art Gallery). Ще в дитинстві Стюарт Саткліфф брав уроки гри на піаніно, а у чотирнадцять років отримав у подарунок від батька іспанську гітару. Згодом він приєднався до музичної групи коледжу, а після вмовлянь Джона Леннона та Пола Маккартні долучився до їхньої групи, де, крім нього, грав також Джордж Гаррісон. Після депортації з Німеччини Джона, Пола та Джорджа Стюарт Саткліфф залишився там, після чого отримав від Гаррісона повідомлення, у якому писалося, наскільки погано буде у групі без нього. Перед поверненням Саткліффа до Ліверпуля Пол Маккартні успішно оволодів бас-гітарою, члени «The Beatles» пропонували остаточно вилучити Саткліффа зі складу групи, однак Джон навіть не слухав їх. Після повернення до Ліверпуля Стюарт Саткліфф знову приєднався до «The Beatles», однак ненадовго — Пол Маккартні відчував, що саме він повинен грати на бас-гітарі у групі. В результаті Стюарт остаточно покинув групу та сконцентрувався на живописі, а Пол Маккартні затвердився як постійний бас-гітарист «The Beatles». До моменту другого візиту «The Beatles» у Гамбург Стюарт Саткліфф вступив до Гамбурзької державної школи живопису. Крім цього, він також два роки провчився на майстер-класах Едуардо Паолоцці з мистецтва.

## Особисте життя
Під час перебування у Гамбурзі Стюарт Саткліфф познайомився з Клаусом Воорманом, який пізніше згадувався як можлива заміна Полу Маккартні після того, як останній покинув «The Beatles» у 1970 році; Воорман, в свою чергу, представив його Астрід Кірхерр. Між нею та Саткліффом почали швидко розвиватися відносини. Астрід Кірхерр здійснила значний вплив на імідж Саткліффа — вона змінила стиль його одягу та створила для нього нову чоловічу зачіску, яку згодом перейняли інші члени «The Beatles». У 1961 році, коли «The Beatles» повернулися до Ліверпуля, Саткліфф залишився у Гамбурзі з Астрід та мав намір одружитися з нею. Разом з тим після запису першого диску зі співаком Тоні Шеріданом він остаточно вийшов зі складу «The Beatles» та відновив заняття живописом.

## Смерть
В останні часи Стюарт Саткліфф відчував сильний головний біль, 10 квітня 1962 року він у компанії приятелів-художників знепритомнів. Того ж дня Саткліфф помер по дорозі у лікарню у Гамбурзі від крововиливу в мозок. Вважається, що причиною захворювання стало зловживання амфетамінами.
Похорон Саткліффа відбувся у церкві св. Гавриїла у Гайтоні біля будинку, де він виріс. Похований на Гайтонському церковному цвинтарі.

## Вплив на «The Beatles»
Вплив Стюарта Саткліффа на «The Beatles» визнавали самі учасники гурту — він був талановитим художником, який мав тверезий погляд на мистецтво. Разом з ним до гурту прийшов своєрідний дух богеми. Незважаючи на те, що Саткліфф не мав великих музичних здібностей, він продовжував грати у складі «The Beatles», але це було здебільшого результатом дружби Саткліффа з членами гурту. За словами Джона Леннона, йому імпонувало бути в компанії Саткліффа, оскільки завдяки дружбі з ним він міг краще боротися зі своїми недоліками.